# NGC 3314
NGC 3314 besteht aus zwei Spiralgalaxien im Sternbild Wasserschlange südlich des Himmelsäquators, die zufällig in derselben Richtung stehen. Während die vordere Galaxie (NGC 3314A) etwa 118 Millionen Lichtjahre von der Milchstraße entfernt ist, beträgt die Entfernung zur hinteren Galaxie (NGC 3314B) rund 198 Millionen Lichtjahre.
Das Objekt wurde am 24. März 1835 von dem britischen Astronomen John Herschel entdeckt.